# Леськи
Ле́ськи (укр. Леськи) — село в Черкасском районе Черкасской области Украины.

## Географическое положение
Село расположено на правом берегу Кременчугского водохранилища на реке Днепр, на автодороге Р10 Канев-Кременчуг (дорога регионального значения), в 19 км юго-восточнее областного центра — города Черкассы.

## Население
Население по переписи 2001 года составляло 4188 человек.

### Языковой состав
Родной язык населения по данным переписи 2001 года:
| Язык       | Численность, чел. | Доля     |
| ---------- | ----------------- | -------- |
| Украинский | 4 059             | 96,92 %  |
| Русский    | 122               | 2,91 %   |
| Другое     | 7                 | 0,17 %   |
| Итого      | 4 188             | 100,00 % |

## Местный совет
19640, Черкасская обл., Черкасский р-н, с. Леськи, ул. Октябрьская, 53

## Известные уроженцы
- Гуриненко, Никита Трофимович — Герой Советского Союза.

## Галерея

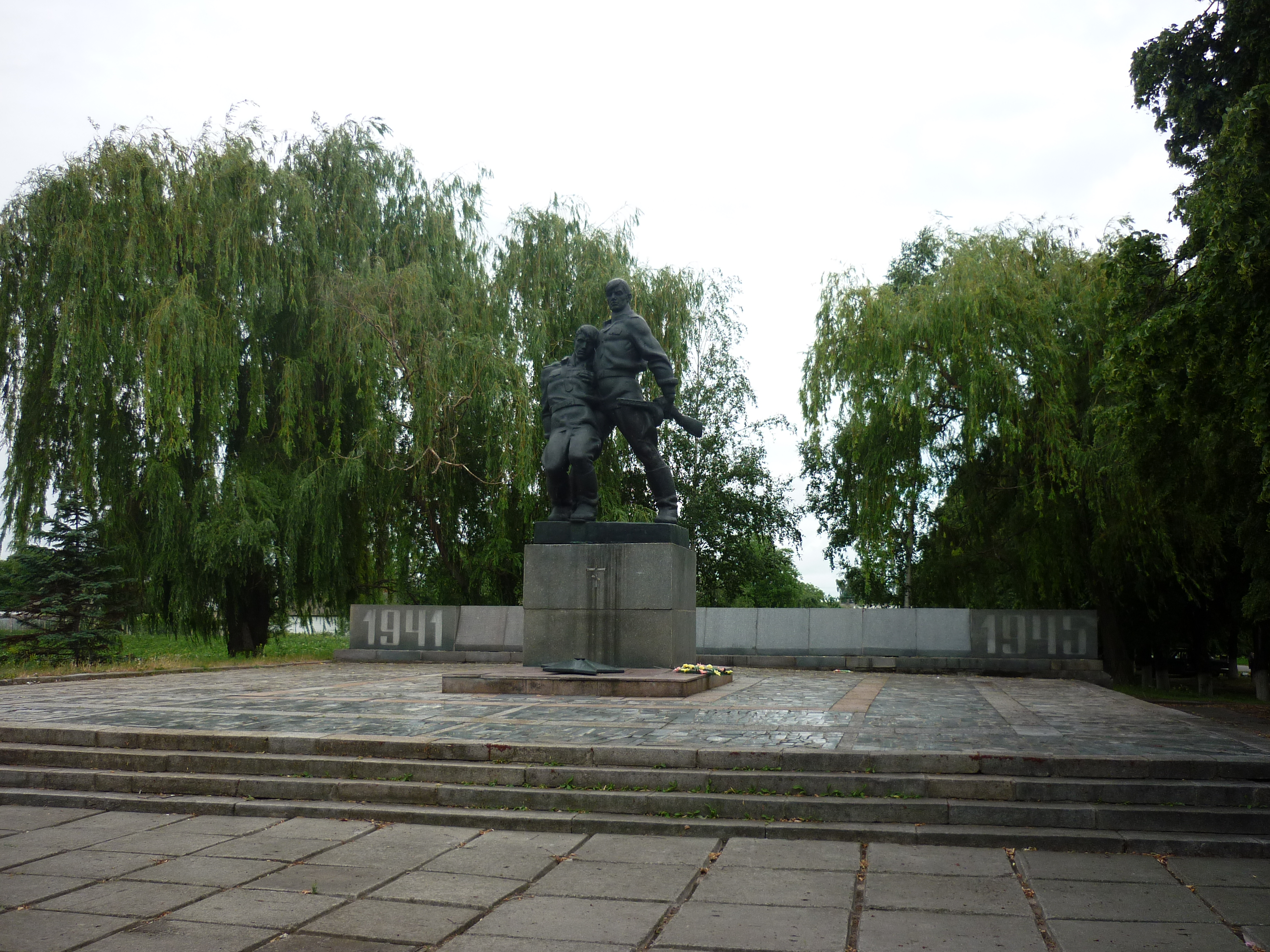
Памятник погибшим воинам ВОВ
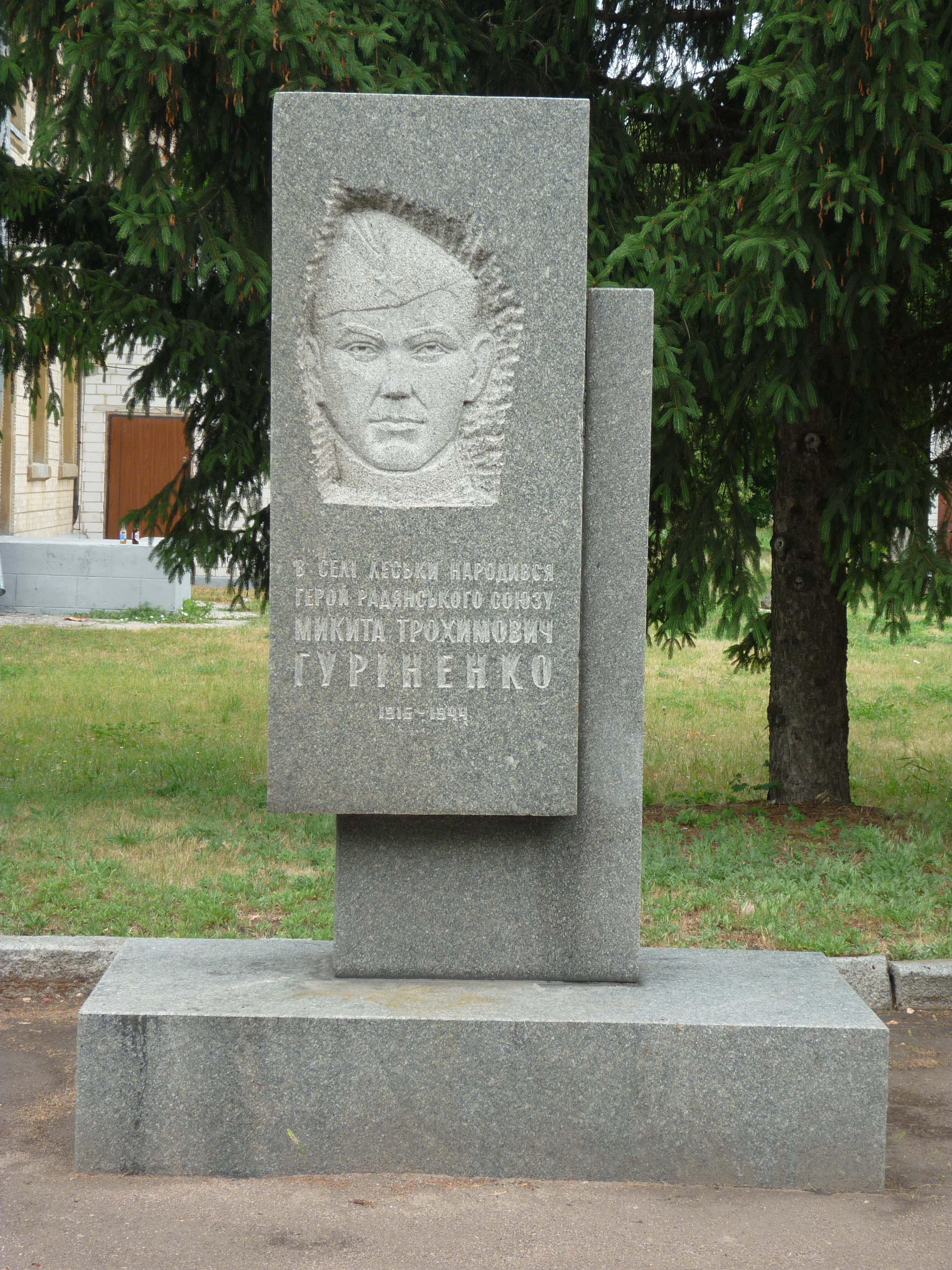
Памятник Н.Т.Гуриненко
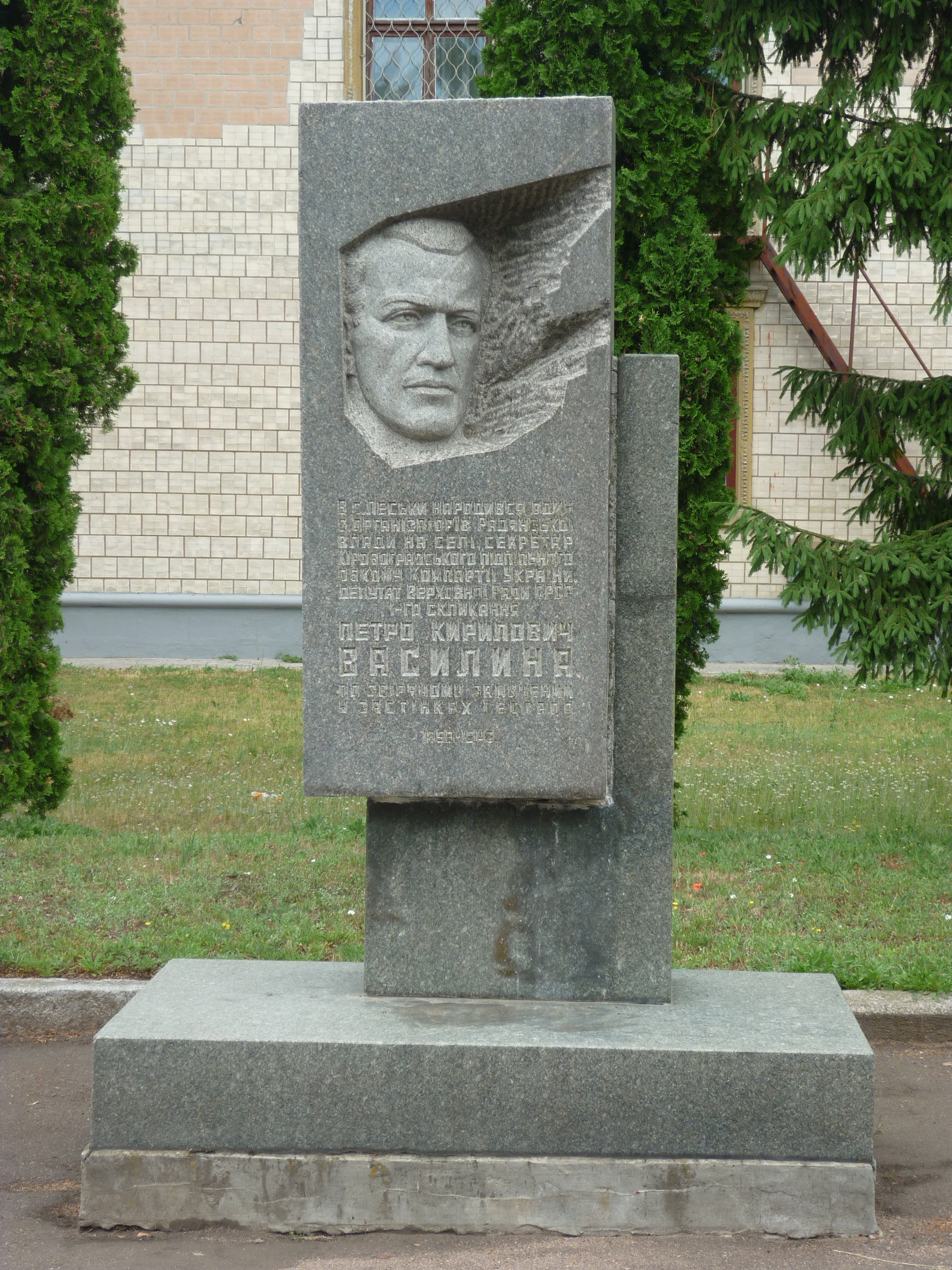
Памятник П.К.Василине
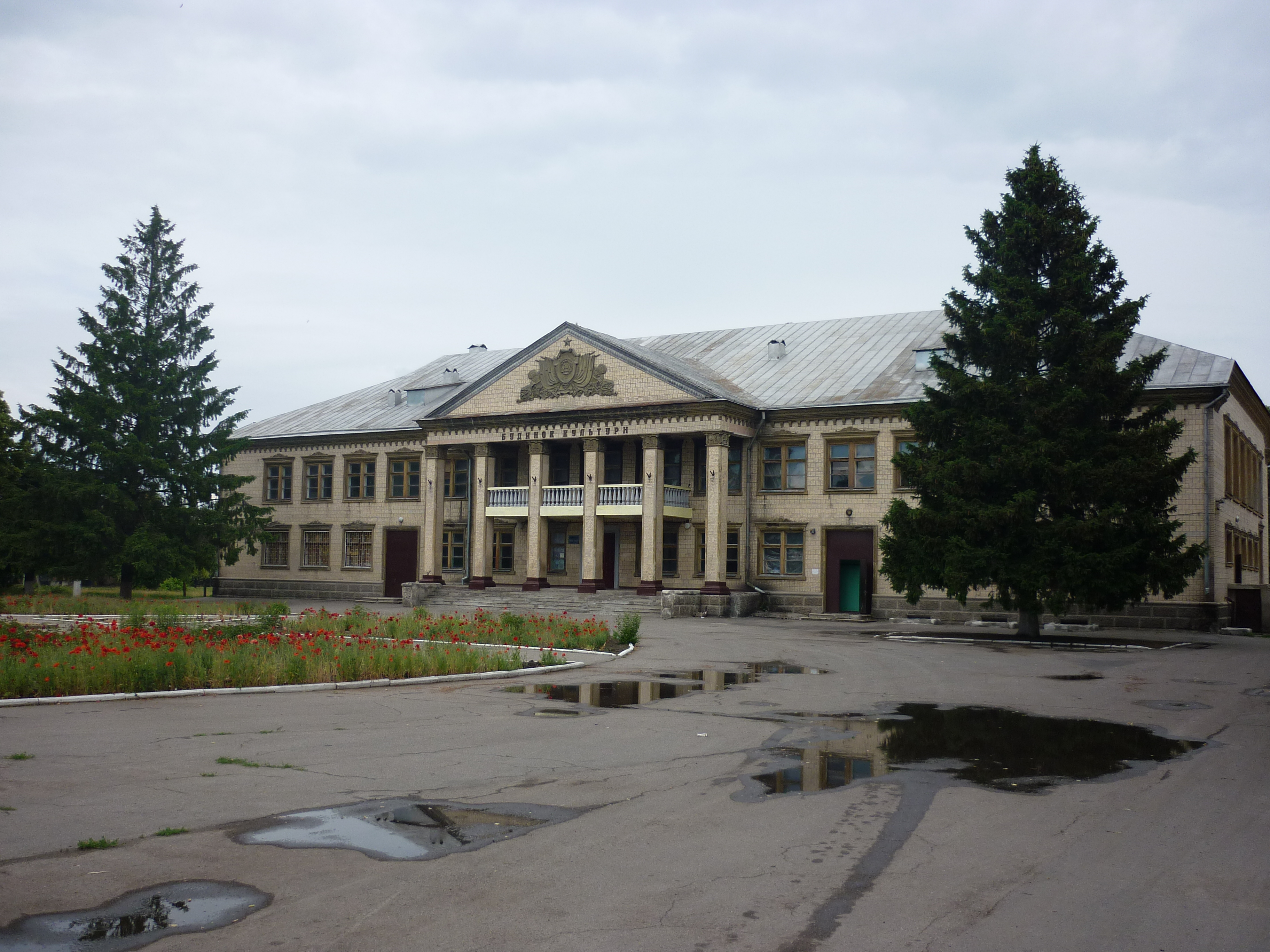
Дворец культуры
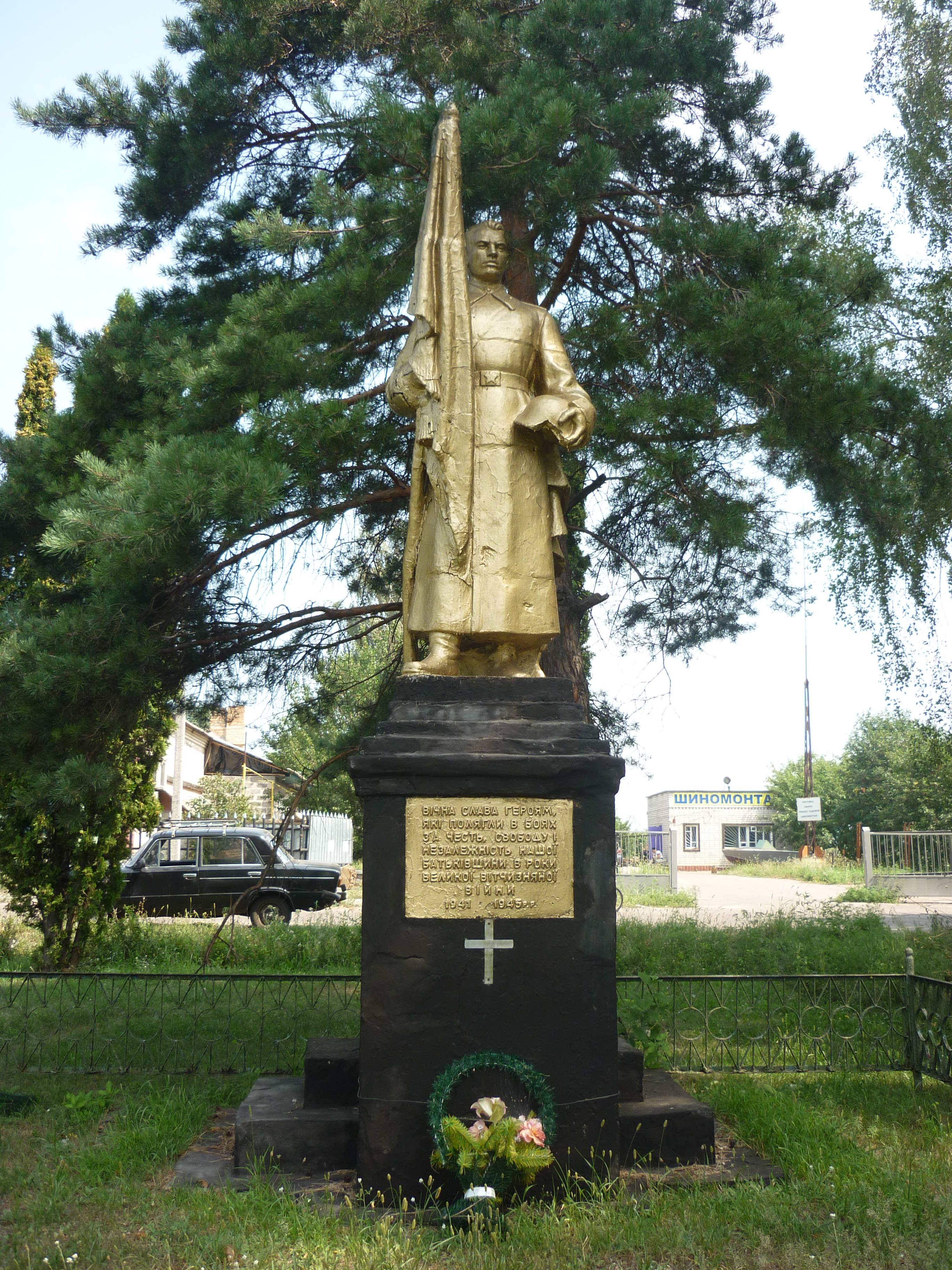
Памятник освободителям